# Євличі
Євличі (біл. Евлічы) — село в Білорусі, Слуцькому районі Мінської області. Підпорядковане Октябрьській сільській раді.